# Bakborstig rovmask
Bakborstig rovmask (Hediste diversicolor) är en havsborstmask som först beskrevs av Otto Friedrich Müller 1776. Den ingår i släktet Hediste och familjen Nereididae.
Rovmasken lever på grunda bottnar bland tång, lera och sand. Den har tydliga segment utmed kroppen och varierar i färg, från rödbrun till vackert grön-gul. Den kan bli upp till 20 centimeter. På huvudet sitter fyra ögon, två antenner och två palper. På svalgets insida finns två kraftiga käkar. Rovmasken är allätare och kan fånga byten med sina käkar, men den äter också as. På stränder gräver den gångar och vid ingången kan masken bilda fångstnät. Detta nät fångar plankton, smådjur och alger som masken sedan äter. Den bakborstiga rovmasken lever i områden med lägre salthalt, som långgrunda kustområden längs hela Sveriges kust.
Rovmasken hittar man ofta nedgrävd på mjuka bottnar, vanligtvis på långgrunda stränder men den förekommer ned till 40 meters djup längs med svenska kusten. Den hittas från västkusten upp till Bottenhavet.
Arten är reproducerande i Sverige. Inga underarter finns listade i Catalogue of Life.

## Bildgalleri

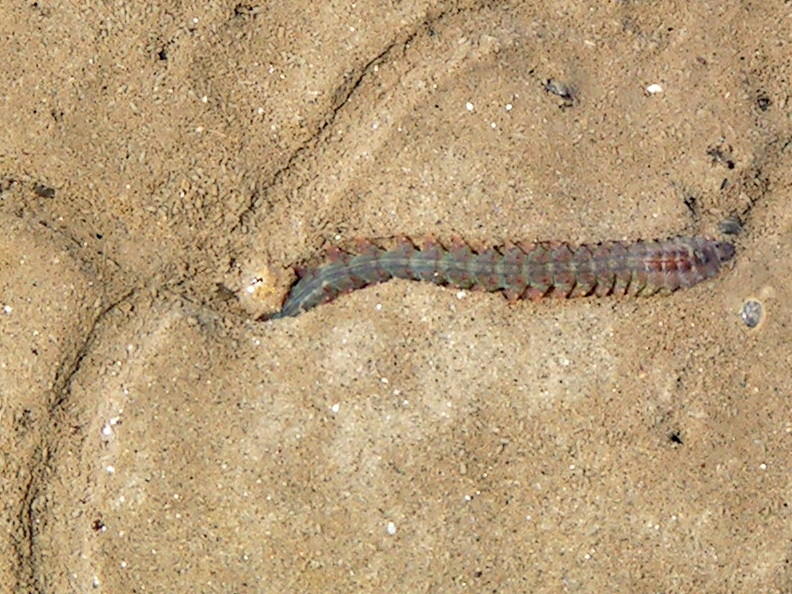
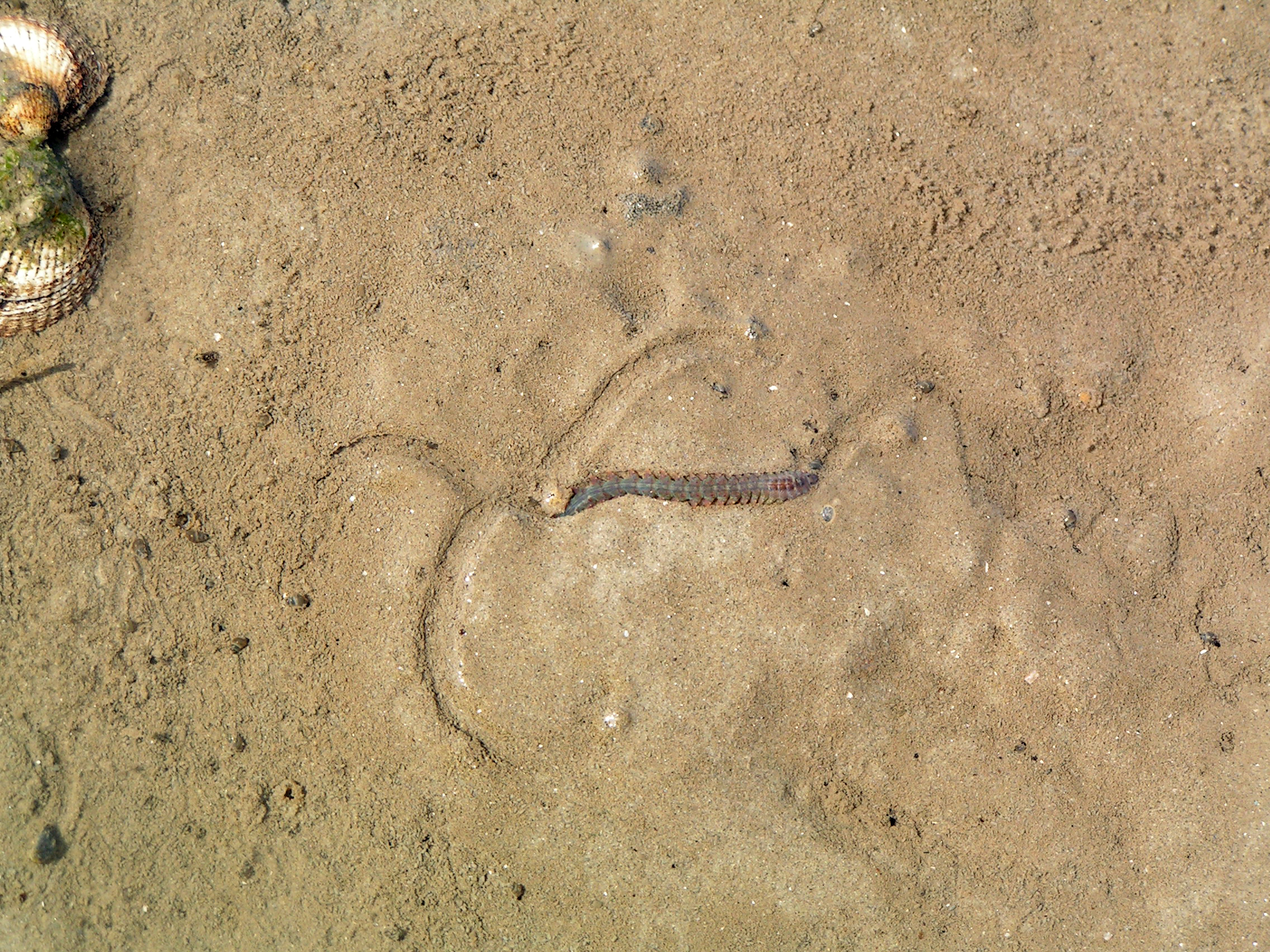